# Paratheria glaberrima
Paratheria glaberrima är en gräsart som beskrevs av Charles Edward Hubbard. Paratheria glaberrima ingår i släktet Paratheria och familjen gräs. Inga underarter finns listade i Catalogue of Life.